# Jacques Foccart
Jacques Foccart, nato Jacques Guillaume Louis Marie Koch-Foccart e soprannominato Monsieur Afrique (Ambrières-les-Vallées, 31 agosto 1913 – Parigi, 19 marzo 1997), è stato un politico, diplomatico, imprenditore e uomo d'affari francese.
Prima di diventare Segretario generale alla presidenza della Repubblica per gli affari africani e malgasci dal 1960 al 1974, possedeva diverse attività commerciali. Inoltre è uno dei fondatori del Service d'action civique (SAC). Fu considerato come l'uomo ombra del gollismo. In particolare, fu un personaggio centrale nella creazione del concetto di «Françafrique» e considerato come uno dei «baroni del gollismo».

## Biografia

### Origini e infanzia
Jacques Foccart è il figlio di Guillaume Koch-Foccart (1876-1925), coltivatore-esportatore di banane, console del Principato di Monaco a Guadalupa, sindaco di Gourbeyre (Guadalupa) dal 1908 al 1921 e di Elmire Courtemanche de la Clémandière, una Béké di Guadalupa.
Foccart è cresciuto fino all'età di tre anni nello Château du Tertre, Ambrières-les-Vallées, nella Mayenne, mentre i suoi genitori ripartirono per l'isola di Guadalupa. Nel 1916, il padre, ritornato in Francia per la morte del nonno di Jacques, lo porta con lui a Guadalupa. All'età di sei anni i suoi genitori ritornano nella Francia metropolitana. Foccart conserva in seguito dei legami molto forti con questa colonia, in seguito diventata nel 1946, dipartimento d'oltremare. Allievo al liceo dell'Immaculée-Conception a Laval (Mayenne) dall'aprile 1921 all'aprile 1935, Foccart entra nella vita professionale come prospettore commerciale della Renault. In seguito viene impiegato in una società commerciale di import-export che lavora con l'Oltremare francese.

### La seconda guerra mondiale
Dopo il servizio militare effettuato negli anni 1930, diviene sergente di riserva. Nel 1939 viene mobilitato alla caserma Chanzy di Châlons-en-Champagne come sottufficiale allo Stato Maggiore dell'Armée de l'air.  Nell'agosto 1940 viene trasferito a Agen, mentre, dopo il secondo armistizio di Compiègne rientra a Parigi.

#### Legami con l'Organizzazione Todt
Nel 1941, fonda con uno dei suoi amici del servizio militare, Henri Tournet, un'importante impresa di sfruttamento del legno nella località di "La Forêterie", nel comune di Rânes (Orne). Per il taglio di sessanta ettari di bosco impiega una grande manodopera: il legno viene in particolare destinato alla produzione di carbone vegetale, carburante di veicolo a gassogeno, indispensabile durante quel periodo di restrizioni. L'impresa lavora inizialmente con la Citroën per alimentare i suoi gassogeni, estende poi la sua proprietà forestale con centro ettari, acquistati ad un mugnaio nell'autunno 1942, poi, con l'acquisto di una grande quantità di legno, venduta dal castellano locale Claude Richard, costretto alla vendita a causa di problemi economici.
Nell'autunno del 1942, inizia, con l'intermediazione di Georges Desprez, a lavorare per il Tedeschi: due convogli sono inviati ogni settimana, grazie a degli intermediari, all'Organizzazione Todt, con la quale aveva stabilito delle relazioni commerciali.
Nel 1943, l'Organizzazione Todt sospetta di truffa Jacques Foccart, Henri Tournet et Georges Desprez. Foccart e il suo socio vengono arrestati nell'agosto 1943, rispettivamente nelle località di Argentan e di Saint-Malo. Vengono successivamente liberati grazie al pagamento di una cauzione di un milione di franchi, ma la loro impresa viene posta sotto sequestro.
In seguito la polizia giudiziaria di Rouen indaga sulla possibile implicazione di Jacques Foccart e Henri Tournet nell'assassinio, avvenuto il 1º settembre 1944, di François Van Aerden, ex agente consolare del Belgio a Le Havre, probabilmente testimone di un traffico illegale tra l'impresa di Foccart e Tournet e un ufficiale dell'Organizzazione Todt. Il dossier viene in seguito chiuso per mancanza di prove.

#### Resistenza francese
Nel 1942, sotto lo pseudonimo di "Bineau", prende contatto con la resistenza francese sulla sua terra natale nella Mayenne. Diviene vice di Régis des Plas per la rete Action Plan Tortue per la zona Centro e Sud, organizzando in seguito il Réseau Action-Tortue Foccart, con un posto di comando situato a Rânes (Orne) e un centro di collegamento ad Ambrières-les-Vallées (Mayenne).
Nel 1953, il nome di Foccart viene chiamato in causa dalla SRPJ, la polizia giudiziaria di Rouen, come legato a due episodi criminali avvenuti nel 1944: l'affare François Van Aerden (vedi sopra) a Rânes e l'affare Émile Buffon a Joué-du-Plain.
Il 16 maggio 1944, durante una fuga a Parigi, crea a suo nome un'attività imprenditoriale il cui oggetto è «commission-importation-exportation». Questa attività di import-export il 16 ottobre 1945, prende il nome di «Safiex», rimanendo in seguito la base dell'attività professionale di Foccart.

#### Liberazione della Francia
Foccart partecipa alla battaglia della Normandia con il suo gruppo della resistenza. Ricercato nuovamente si ritira nella Mayenne con due aviatori statunitensi incontrando l'avanguardia dell'Armée française de la Libération. Tra la metà di luglio e la fine di agosto 1944 integra una divisione statunitense diventandone il comandante.
A Laval (Mayenne), il 22 agosto 1944, incontra per la prima volta il Generale de Gaulle, di passaggio per un discorso.
Alla liberazione di Parigi avvenuta nell'agosto 1944, Foccart integra i servizi segreti dello Stato: la Direction générale des études et recherches (DGER), in seguito Service de documentation extérieure et de contre-espionnage (SDECE) diretti da Jacques Soustelle, gollista della prima ora. Inoltre dirige ad Angers, e per un certo periodo la IV regione militare dove succede al comandante Jean-François Clouët des Pesruches.

#### Missioni speciali
Nel 1944 nel mese di agosto raggiunge l'Inghilterra divenendo tenente colonnello per integrare i servizi speciali alleati. Partecipa inoltre all'Opération Viacarage. Secondo il biografo Pierre Péan, Foccart partecipa a questa operazione nell'aprile 1945. Per Pierre Péan, Foccart naviga tra l'ovest della Francia e Parigi, prima di essere assegnato, il 1º ottobre 1944, alla Compagnie de services nº 1 de la DGER, e ai servizi speciali, che poi diventeranno la SDECE. Si occupa fino alla fine del marzo 1945 per restituire la sua cauzione di un milione di franchi, più gli interessi dell'8%, che Courballée, capo della «Société franco-belge de courtage et de gestion» gli aveva prestato per permettere a lui e a Henri Tournet di uscire dalla prigione di Saint-Malo il 24 agosto 1943. Il rimborso della cauzione venne effettuato dallo Stato, con il mantenimento del segreto assoluto sulle attività di Foccart e Torunet tra l'autunno 1942 e il 24 agosto 1943. Il pagamento (in rimborso) viene quindi effettuato dallo Stato il 18 dicembre 1945.
Autentico gollista, Foccart, nell'autunno 1944, viene impiegato presso l'ufficio della Mission des liaisons de l'inspection des armées, diretto a Parigi da Jacques Chaban-Delmas. Raggiunto da Tournet, i due effettuano missioni speciali in compagnia di Clouet des Pesruches e Lebert.
Nell'aprile 1945 partecipa, insieme alla Special Allied Airborne Reconnaissance Force, all'Opération Viacarage.
Smobilitato il 1º giugno 1945, Foccart lancia la sua attività di import-export specializzata nel prodotti delle Antille, conservando comunque la sua attività forestale, e viene impiegato nell'amministrazione presso il Ministère du ravitaillement.

### L'uomo politico
Foccart nel 1945 sostiene Jacques Soustelle, «paracadutato» nel dipartimento francese della Mayenne. È terzo della lista, candidato dell'Unione Democratica e Socialista della Resistenza (UDSR), composta da Jacques Soustelle, Francis Le Basser e Jacques Foccart. Solo Jacques Soustelle sarà eletto.
Fu soprattutto uno degli uomini di fiducia del generale de Gaulle, più incaricato alle missioni politiche essenziali e delicate, che di rappresentazioni politiche ed elettive formali. Tra il 1947 e il 1954, viene nominato responsabile nell'organizzazione del RPF alle Antille francesi e in Guyana francese, dove effettua diversi viaggi e crea delle solide amicizie negli ambienti politici di questi dipartimenti d'oltremare.
È comunque membro del consiglio nazionale, poi segretario generale aggiunto, poi segretario generale nel 1954 del RPF, durante la quarta repubblica francese, in sostituzione di Louis Terrenoire e lavora molto attivamente al ritorno del capo della France libre al potere. Dal 1954 si occupa delle questioni africane al RPF.
Membro fondatore del Service d'action civique (SAC) con Achille Peretti e Charles Pasqua, Foccart nell'ottobre 1979 viene direttamente chiamato in causa come principale responsabile dell'omicidio di Robert Boulin,  all'epoca Ministro del Lavoro e della Partecipazione, in particolare nel telefilm Crime d'État (del 2013), con l'eventuale complicità dei suoi colleghi del SAC e di Jacques Chirac. Il movente sarebbe stato la paura che Robert Boulin, all'epoca ministro del presidente Giscard d'Estaing, sveli un certo numero di scottanti dossiers sul finanziamento del RPF.

#### Monsieur Afrique

##### Il contesto: la strategia politica della Francia e del blocco occidentale
Con l'indipendenza dell'Algeria nel 1962, la Francia perde l'estrazione del petrolio nel Sahara. Charles de Gaulle, per il quale non si può essere una grande potenza senza l'indipendenza energetica, decide di indirizzarsi verso i paesi dell'antico impero coloniale francese in Africa nera, che possiedono grandi risorse minerarie. Lo sfruttamento delle risorse naturali, che si effettua su cicli lunghi da 5 a 10 anni tra la scoperta dei giacimenti e l'estrazione, richiede che in quei paesi vi sia un'autentica stabilità politica decidendo quindi di adottare una politica molto attiva di sostegno ai dirigenti, particolarmente francofili, di quei paesi diventati indipendenti dalla Francia nel 1960.
Questa volontà politica è confortata dal desiderio dei paesi della NATO, nel contesto della guerra fredda, di sbarrare la strada dell'Africa al comunismo. Così, la Francia viene investita implicitamente del ruolo di «gendarme dell'Africa», in cambio del quale, il suo attivismo energetico particolarmente autoritario viene tollerato.

##### La messa in opera della strategia della Francia in Africa
Dal 1952, Jacques Foccart è cooptato dal gruppo senatoriale gollista per partecipare all'Unione francese, incaricata di gestire i rapporti tra la Francia e le sue ex colonie. Nel 1953 accompagna de Gaulle in un periplo africano durante il quale fa la conoscenza a Abidjan di Félix Houphouët-Boigny.
Ritorna ad occuparsene nel 1958, essendo stato nominato da de Gaulle a posto di consigliere tecnico all'hôtel Matignon, incaricato degli affari africani. A partire dal 1959, presso l'hôtel de Noirmoutier, 138 rue de Grenelle, 75007, crea il secrétariat général pour la Communauté poi il secrétariat général à la présidence de la République pour les affaires africaines et malgaches , poi a partire dal 1970 al 2 rue de l'Élysée.
Inoltre riceveva i capi di Stato africani amici, sia nel suo appartamento della rue de Prony, nel XVII arrondissement di Parigi, che nella «case à fétiches», nome del suo ufficio nella soffitta della sua Villa Charlotte a Luzarches, a nord di Parigi nella Val-d'Oise.
Foccart si afferma quindi come l'indispensabile «Monsieur Afrique» del gollismo, uomo ombra del generale de Gaulle e poi di Georges Pompidou, incaricato con Pierre Guillaumat, altro uomo di base del gollismo e PDG di Elf-Erap di organizzare la politica africana della Francia.
Orchestra con efficacia e senza scrupoli il sostegno di alcuni e la destabilizzazione di altri, forte di mezzi umani e finanziari considerevoli. Foccart possedeva in effetti un'autorità superiore sull'attività sia dei servizi segreti che della diplomazia francese in Africa contando inoltre sul sostegno economico dell'azienda chimica francese, Elf-Erap. Si impone quindi come l'unica e l'esclusiva "cinghia di trasmissione" tra i capi di Stato francesi e africani a partire dal 1964.
Impone il Gabon, eldorado petrolifero dell'epoca, come la pietra angolare della politica africana della Francia. In un primo momento, il presidente Léon M'ba viene attivamente aiutato a strutturare la sua amministrazione tra il 1960 ed il 1964, poi riportato al potere dopo il colpo di Stato militare del 1964, attorniato di una guardia presidenziale, inquadrata dal francese Bob Maloubier, e infine invitato a dotarsi di un vice-presidente, il «promettente» Omar Bongo in carica tra il 1964 il 1967, che, alla morte di M'Ba lo sostituirà alla Presidenza del Gabon tra il 1967 ed il 2009.
Foccart è anche considerato come l'istigatore di interventi militari (politica del Jaguar), di cospirazioni e colpi di stato negli altri paesi dell'antico impero coloniale francese in Africa. In Guinea appoggia gli oppositori di Ahmed Sékou Touré; nel Congo-Kinshasa sostiene il maresciallo-presidente Mobutu Sese Seko. Dal 1967 è anche un attore importante del sostegno della Francia ai secessionisti biafrani in Nigeria (guerra civile in Nigeria), con delle consegne di armi e mercenari, tra il quali Bob Denard e Jean Kay.

##### I metodi e le «reti Foccart»
I metodi di Jacques Foccart, estremamente efficaci, mirano a mantenere i capi di Stato delle antiche colonie francesi sotto l'influenza della Francia.
Sul modello dei movimenti della Resistenza, che ha conosciuto dall'interno, Foccart realizza una struttura centralizzata e a circuito chiuso, in modo tale da restarne l'unico ordinatore. Questa organizzazione in rete è un'organizzazione sul terreno, interamente diretta verso l'efficacia operativa.
Queste reti sono sia reti di spionaggio che reti d'azione. Riguardo l'informazione tali reti pescano naturalmente nei ranghi dei servizi di informazioni, dei servizi segreti e della diplomazia, ma, anche, in quegli uomini d'affari e notabili che operano localmente, i cosiddetti «corrispondenti»). Per l'azione, accanto ai servizi segreti, sono frequentemente mobilitati anche dei mercenari.

#### Altre missioni
Oltre all'Africa, Foccart è incaricato dal Presidente de Gaulle di monitorare sia i servizi segreti che le elezioni, e in particolare le investiture avvenute durante gli anni 1960. Durante le campagne elettorali fu accusato di utilizzare a diverse riprese barbouzes e greasers contro i candidati di sinistra. Nel 1969, durante il breve passaggio di Alain Poher alla Presidenza della Repubblica, fu scoperto un commode, in italiano, un comodino, che permetteva di registrare le conversazioni fatte in altre stanze del Palazzo dell'Eliseo. L'affare fu svelato il 4 giugno 1969 dal settimanale satirico francese, Le Canard enchaîné, scandalo che è conosciuto con il nome di «commode à Foccart».
Il 4 gennaio 1960 Foccart fu il cofondatore del Service d'Action Civique (SAC), il servizio d'ordine e braccio clandestino del movimento gollista, poi sciolto il 3 agosto 1982. Fu anche all'origine della creazione dell'Union nationale inter-universitaire (UNI), della quale fu il presidente-fondatore, movimento universitario creato il 12 febbraio 1969 a seguito del maggio '68. 
Il 17 novembre 1981 Foccart fu tra i fondatori e membro del comitato d'onore del Mouvement Initiative et Liberté (MIL), un'associazione di riflessione e azione di ispirazione gollista.
Il Presidente Chirac nel 1995 gli conferisce la medaglia di Grand'Ufficiale della Legion d'onore.

#### Evoluzione della Françafrique
Questa sfera d'influenza della Francia in Africa, chiamato generalmente «Françafrique» dai suoi detrattori, termine preso in prestito a Félix Houphouët-Boigny, che nel 1955 utilizza l'espressione «France-Afrique», e poi ripreso da François-Xavier Verschave nel suo libro Françafrique, il più lungo scandalo della Repubblica, fondato da Foccart e poi profondamente radicatosi, è in vigore tutt'oggi, anche se il rapporto di forza si è sensibilmente riequilibrato dopo la fine della guerra fredda. Questa sfera di influenza, è, in effetti, continuata sotto le presidenze successive di Valéry Giscard d'Estaing, che sostituisce Foccart, ma mantiene il suo vice, René Journiac, già magistrato nelle colonie, François Mitterrand e Jacques Chirac. Nicolas Sarkozy sopprime la cellule africaine e la sostituisce con un consigliere diplomatico per l'Africa, presente anche nelle presidenze successive. La sede attuale del "conseiller Afrique" è, fin dai tempi di Foccart, tuttora al 2 rue de l'Élysée a Parigi, accanto al Palazzo dell'Eliseo.

### Scritti di Jacques Foccart
- (FR) Jacques Foccart e Philippe Gaillard, Foccart parle. 1, [1913-1969] : entretiens avec Philippe Gaillard, vol. 1, Parigi, Fayard-Jeune Afrique, 1995, ISBN 2-213-59419-8, bnf:35785183 .
- (FR) Jacques Foccart e Philippe Gaillard, Foccart parle. 2, [1969-1996] : entretiens avec Philippe Gaillard, vol. 2, Parigi, Fayard-Jeune Afrique, 1997, ISBN 2-213-59498-8, bnf:36166211 .
- (FR) Jacques Foccart e Philippe Gaillard, Tous les soirs avec de Gaulle : 1965-1967, in Journal de l'Élysée, vol. 1, Parigi, Fayard-Jeune Afrique, 1997, ISBN 2-213-59565-8, bnf:36186093 .
- (FR) Jacques Foccart e Philippe Gaillard, Le Général en Mai : 1968-1969, in Journal de l'Élysée, vol. 2, Parigi, Fayard-Jeune Afrique, 1998, ISBN 2-213-60057-0, bnf:37026316 .
- (FR) Jacques Foccart e Philippe Gaillard, Dans les bottes du Général : 1969-1971, in Journal de l'Élysée, vol. 3, Parigi, Fayard-Jeune Afrique, 1999, ISBN 2-213-60316-2, bnf:37168155 .
- (FR) Jacques Foccart, Philippe Gaillard e Florence Hachez-Leroy, La France pompidolienne : 1971-1972, in Journal de l'Élysée, vol. 4, Parigi, Fayard-Jeune Afrique, 2000, ISBN 2-213-60580-7, bnf:37674963 .
- (FR) Jacques Foccart, Philippe Gaillard e Florence Hachez-Leroy, La fin du gaullisme : 1973-1974, in Journal de l'Élysée, vol. 5, Parigi, Fayard-Jeune Afrique, 2001, ISBN 2-213-60796-6, bnf:37219491 .

### Scritti su Jacques Foccart
- (FR) Pierre Péan, L'Homme de l'ombre : éléments d'enquête autour de Jacques Foccart, l'homme le plus mystérieux et le plus puissant de la Ve République, Parigi, Fayard, 1990, ISBN 2-213-02631-9, bnf:35279689 .
- (FR) Jean-Pierre Bat, Le syndrome Foccart : la politique française en Afrique, de 1959 à nos jours, Parigi, Gallimard, 2012, ISBN 978-2-07-035675-1, bnf:42788633 .
- (FR) Sylvain Mary, Le gaullisme d'opposition aux Antilles et en Guyane : le RPF sous l'oeil de Jacques Foccart, Parigi, L'Harmattan, 2013, ISBN 978-2-343-01486-9, bnf:43751385 .
- (FR) Fondation Charles de Gaulle, Jacques Foccart ou la politique africaine de la France gaullienne, in Philippe Oulmont e Maurice Vaïsse (a cura di), De Gaulle et la décolonisation de l'Afrique subsaharienne, Hommes et sociétés, Parigi, Karthala, 2015, ISBN 978-2-8111-1033-8, bnf:44208426 .
- (FR) Jean-Pierre Bat, La fabrique des barbouzes : histoire des réseaux Foccart en Afrique, Parigi, Nouveau monde éditions, 2015, ISBN 978-2-36942-195-5, bnf:44311637 .
- (FR) Frédéric Turpin, abstract, in Jacques Foccart : dans l'ombre du pouvoir, Parigi, CNRS éditions, 2015, ISBN 978-2-271-08820-8, bnf:44404788 .
- (FR) Jean-Pierre Bat, Olivier Forcade e Sylvain Mary (a cura di), Jacques Foccart : archives ouvertes (1958-1974) : La politique, l'Afrique et le monde, Parigi, PUPS, 2017, ISBN 979-10-231-0560-5, bnf:45319632 .

- (FR) Florence Hachez-Leroy, Foccart - Entre France et Afrique, in Cahiers du Centre de recherches historiques, n. 30, 2002, ISSN 1760-7906 (WC · ACNP).
- (FR) François Audigier, Les « réseaux Foccard » en Outre-mer à la fin de la IVe République. Une étude de cas : le capitaine de gendarmerie mobile Dargelos, in Outre-mers, vol. 95, n. 358-359, 2008, DOI:10.3406/outre.2008.4318.
- (FR) Frédéric Turpin, Jacques Foccart et le secrétariat général pour les Affaires africaines et malgaches, in Histoire@Politique, vol. 2, n. 8, 2009, DOI:10.3917/hp.008.0085.
- (FR) Mary Sylvain, Renseignement, propagande et réseaux gaullistes outre-mer. Jacques Foccart et les Antilles-Guyane sous la IVe République, in Histoire, économie & société, vol. 34, n. 4, 2015, DOI:10.3917/hes.154.0110.